# Марки-деньги

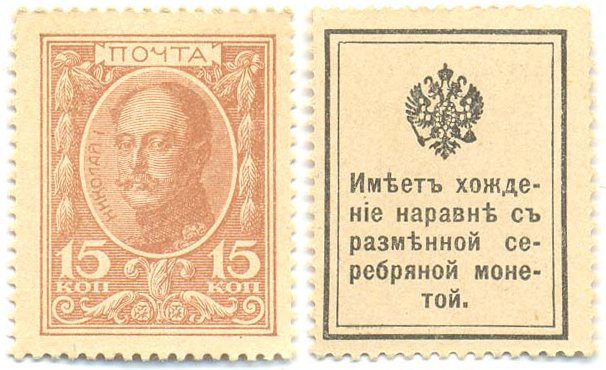
Марки-деньги Российской империи (1915)

Ма́рки-де́ньги — особый вид непочтовых марок, суррогаты денежного обращения, выполняющие функции разменной монеты в связи с её недостатком. Существуют знаки общегосударственных и местных выпусков. Впервые были применены в Северо-Американских Соединённых Штатах во время Гражданской войны 1861—1865 годов. Известно использование марок-денег в качестве почтовых марок.

## История выпусков

### Российская империя
28 октября 1915 года, в связи с острым недостатком разменных металлических монет, министром финансов России Петром Львовичем Барком был представлен на утверждение Правительствующего сената проект распоряжения о выпуске марок-денег, в котором, в частности, говорилось: «ввиду стеснения населения от возрастающей недостачи разменной серебряной и медной монеты и невозможности для монетного двора немедленно изготовить её в достаточном количестве, мною будет сделано распоряжение выпустить в обращение вместо разменных денег почтовые марки образца юбилейных к трехсотлетию дома Романовых достоинством в 1, 2, 3, 10, 15 и 20 копеек с надписью на обороте: „Имѣетъ хожденіе наравнѣ съ размѣнной серебряной /или мѣдной/ монетой“».
Данный проект был утверждён, и в том же году были выпущены марки-деньги достоинством в 10, 15 и 20 копеек. Для их изготовления использовалось клише почтовых марок юбилейной серии соответствующей стоимости. На обороте печатался герб Российской империи и текст: «Имѣетъ хожденіе наравнѣ съ размѣнной серебряной монетой». Марки-деньги имели перфорацию, были отпечатаны типографским способом, и поступали для реализации населению листами по 100 шт. — на полукартоне, сначала хорошего сорта, а позже более худших сортов, и не имели на обороте клея. В 1916 году серию дополнили марками мелких номиналов — в 1, 2 и 3 копейки. На обороте этих знаков, помимо герба, печаталось их достоинство и текст: «Имѣетъ хожденіе наравнѣ съ мѣдной монетой».
Использование марок-денег для франкировки писем было официально разрешено предписанием начальника Главного управления почт и телеграфов от 8 октября 1915 года за № 8907, но вместе с тем рекомендовалось разъяснять отправителям корреспонденции, что эти знаки предназначены для замены разменной монеты и употреблять их в качестве знаков почтовой оплаты не следует. В качестве знаков почтовой оплаты марки-деньги использовались мало и на конвертах встречаются редко. Большинство из них погашено «из любезности», то есть по просьбе филателистов.
Известны фальсификаты марок-денег, изготовленные с пропагандистскими целями в одной из типографий Германии. Вместо оригинального текста на обороте фальсификатов было напечатано: «Имѣетъ хожденіе наравнѣ съ грабежомъ обманомъ правителей» и «Имѣетъ хожденіе наравнѣ съ банкротомъ серебряной монеты». Предназначались фальсификаты для ведения подрывной деятельности на территории России, но, в связи с революцией, не были использованы по прямому назначению. Небольшое количество этих подрывных марок было выдано русским военнопленным (перед их возвращением в Россию) в обмен на немецкие деньги. Вероятнее всего, эта утечка подрывных марок вообще была случайной.
| Марки-деньги Российской империи (1915—1916) | Марки-деньги Российской империи (1915—1916) |
| ------------------------------------------- | ------------------------------------------- |
|                                             |                                             |

### Российская республика

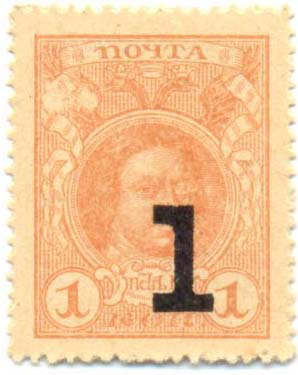
Надпечатка на разменном знаке Российской империи (1917)

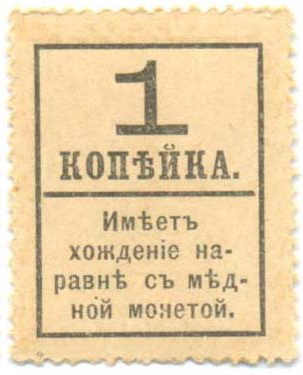
Реверс марок-денег Российской республики (1917)

В 1917 году на лицевой стороне марок-денег Российской империи достоинством в 1 и 2 копейки была сделана надпечатка чёрной краской на лицевой стороне большой цифры номинала. Также были повторно выпущены марки-деньги достоинством в 1, 2 и 3 копейки, однако на оборотной стороне вместо герба была напечатана большая цифра номинала. Выпуски марок-денег Российской империи и Временного правительства были в обращении до 1919 года.

### Период Гражданской войны
В период Гражданской войны в России некоторые регионы эмитировали собственные марки-деньги. Так, например, в период с 1917 по 1919 год марки-деньги были выпущены Амурским областным земством, Бакинской городской управой (выпущены 19 января 1918 года; номиналы 5 и 15 копеек), Минераловодским городским самоуправлением, Терской республикой и некоторыми другими регионами.
| Марки-деньги Минераловодского городского самоуправления | Марки-деньги Бакинской городской управы (1918) |
| ------------------------------------------------------- | ---------------------------------------------- |
|                                                         |                                                |

#### Одесса
В конце 1917 — начале 1918 года Одесса столкнулась с проблемой нехватки наличности, решением которой стал выпуск собственных денег. Помимо рублёвых банкнот, в первые месяцы 1918 года стали печататься и входить в оборот городские разменные марки. В марте были выпущены марки-деньги номиналом в 50 копеек, в апреле — в 15 и 20 копеек. На их лицевой стороне был изображён герб Одессы в орнаментальном обрамлении, на оборотной — номинал в розетке, рамка и надпись: «Размѣнная марка г. Одессы поддѣлка преслѣдуется закономъ». Рисунок марок был выполнен художником Амвросием Ждахой.
| Марки-деньги Одессы (1918) | Марки-деньги Одессы (1918) | Марки-деньги Одессы (1918) |
| -------------------------- | -------------------------- | -------------------------- |
|                            |                            |                            |

#### Администрация Всевеликого Войска Донского

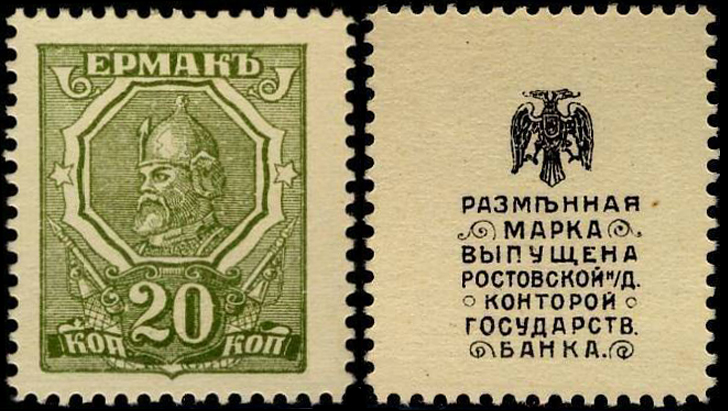
Разменная марка Ростовской конторы Государственного банка (1918)

В 1918 году Ростовской конторой Государственного банка был выпущен суррогат денежного знака в 20 копеек, заменяющий разменную монету. Марка отпечатана на белом полукартоне, на её лицевой стороне помещён портрет Ермака в шлеме и кольчуге, на оборотной стороне миниатюры, вверху изображён герб Российской республики, а также имеется текст: «Размѣнная марка выпущена Ростовской н/Д. конторой государств. банка». Кроме своего основного назначения — замены разменной монеты эта марка изредка использовалась и как почтовая, об этом свидетельствуют встречающиеся марки с гашением Ростова-на-Дону.
Имеются фальсификаты этой марки, отпечатанные на желтоватом или коричневатом полукартоне (вероятно, изначально он был белый, но изменил цвет со временем) и отличающиеся от подлинной деталями рисунка. А также подделки с пропагандистским текстом на обороте: «Размѣнная марка выпущена Ростовской н/Д. КОНТОРОЙ АТАМАНСКОЙ БАНДЫ».

#### Центральная Рада УНР

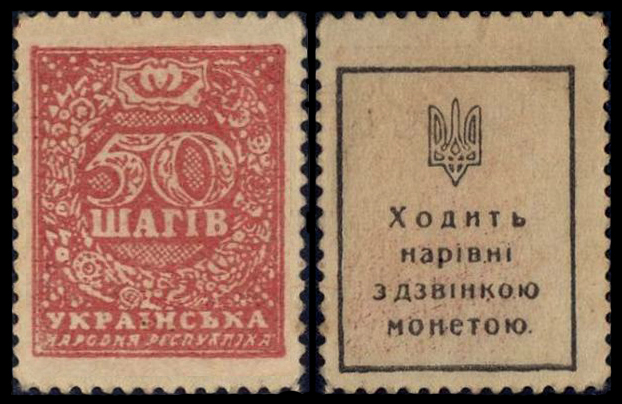
Марки-деньги УНР (1918)

На основании закона Центральной Рады от 18 апреля 1918 года вместо исчезнувших из обращения разменных монет были выпущены марки-деньги с номиналом от 10 до 50 шагов. На марках были изображены следующие сюжеты: 10 шагов — трезубец на фоне стилизованного изображения Солнца, от которого идут лучи на Землю; 20 шагов — крестьянин с косой, изображение трезубца; 30 шагов — аллегория «Молодая Украина» (девичья головка в венке); 40 шагов — трезуб в обрамлении растительного орнамента, внизу по правую сторону — два скрещённых почтовых рожка; 50 шагов — номинал марки «50 шагів», обрамлённый растительным орнаментом в виде венка с двумя скрещенными почтовыми рожками в верхний его части. Рисунки для первых двух марок выполнил А. Середа, трёх остальных — Г. Нарбут. Они печатались в киевской типографии Василия Кульженко (по Пушкинской улице, 6) и в одесской типографии Ефима Фесенко на тонком картоне, с зубцами и без клея. На оборотной стороне изображён герб УНР (трезубец) и дана надпись в четыре строки укр. «Ходить / нарівні / з дзвінкою / монетою» («Имеет хождение наравне с деньгами»), по поводу чего сохранилось следующее свидетельство известного украинского филателиста Евгения Вырового:
„Де там тобі ходять, коли літають“, — казали баби, коли вітер видував їх із рук.
А дівчата на Київщині співали собі на вулиці:

„Колись були срібні гроші, / Теперь самі марки, / Колись були гарні хлопці, / Тепер самі шмарки...“
Марки-деньги использовали в период с апреля 1918 по март 1919 года. Они встречаются на всех видах почтовых отправлений, включая сопроводительные адреса к посылкам и переводные бланки. Как денежные знаки многократно подделывались.

#### Терская республика

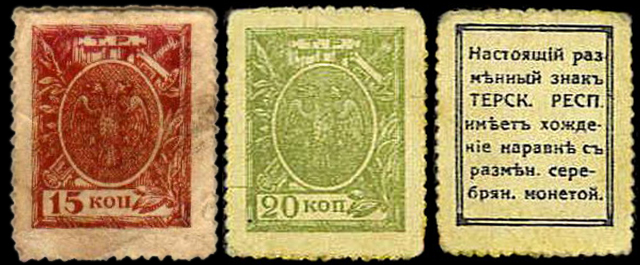
Марки-деньги Терской республики (1918)

В июле 1918 года СНК Терской республики под председательством Ю. Г. Пашковского был осуществлен выпуск разменных знаков достоинством в 10, 15 и 20 копеек. Марки-деньги отпечатаны на мелованной бумаге с зубцами. На их лицевой стороне изображены двуглавый орёл на овальном щите, за которым перекрещенные меч в ножнах и лавровая ветвь, вверху буквы «Т. Р.» на ленте. На оборотной стороне надпись: «Настоящій размѣнный знакъ ТЕРСК. РЕСП. имѣетъ хожденіе наравнѣ с размѣн. серебрян. монетой».
Вскоре после занятия Владикавказа Добровольческой Армией в декабре 1918 года и падением Терской республики Особым Совещанием при Главнокомандующем Вооружёнными Силами на Юге России были изданы «Дополнительные правила об упорядочении обращения денежных знаков в пределах Терско-Дагестанского Края и Ставропольской губернии», в которых, в частности, говорилось, что «выпущенные во Владикавказе разменные знаки (марки Терской республики) достоинством в 10, 15, 20 копеек, не имеют обязательного обращения и могут быть сданы в кассы Отделений Государственного Банка и Казначейства Терско-Дагестанского Края и Ставропольской губернии не позднее 15/28 апреля 1919 года. Не представленные названным учреждениям до вышеуказанного срока разменные марки будут считаться недействительными. Взамен представленных марок владельцы их, в зависимости от запасов денежных знаков, получают обязательные к обращению денежные знаки, а в случае недостатка таковых предоставленные марки зачисляются на текущий счёт их предъявителей».

#### Крымское краевое правительство

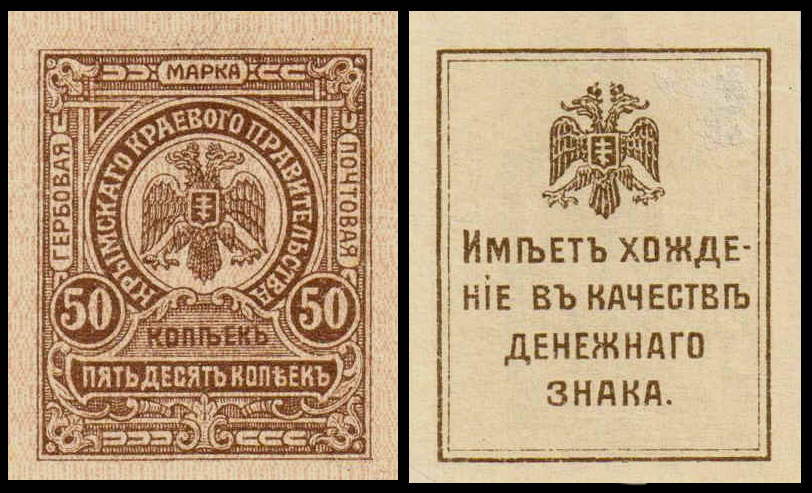
Многоцелевая марка Крымского краевого правительства (1919)

В 1919 году Крымское краевое правительство под председательством генерала М. Сулькевича выпустило многоцелевые марки, с изображением герба Таврической губернии. Они были отпечатаны литографским способом на плотной бумаге без зубцов. На лицевой стороне указан почтовый и фискальный характер марок, на оборотной — хождение в качестве денежного знака.

#### Амурское областное земство

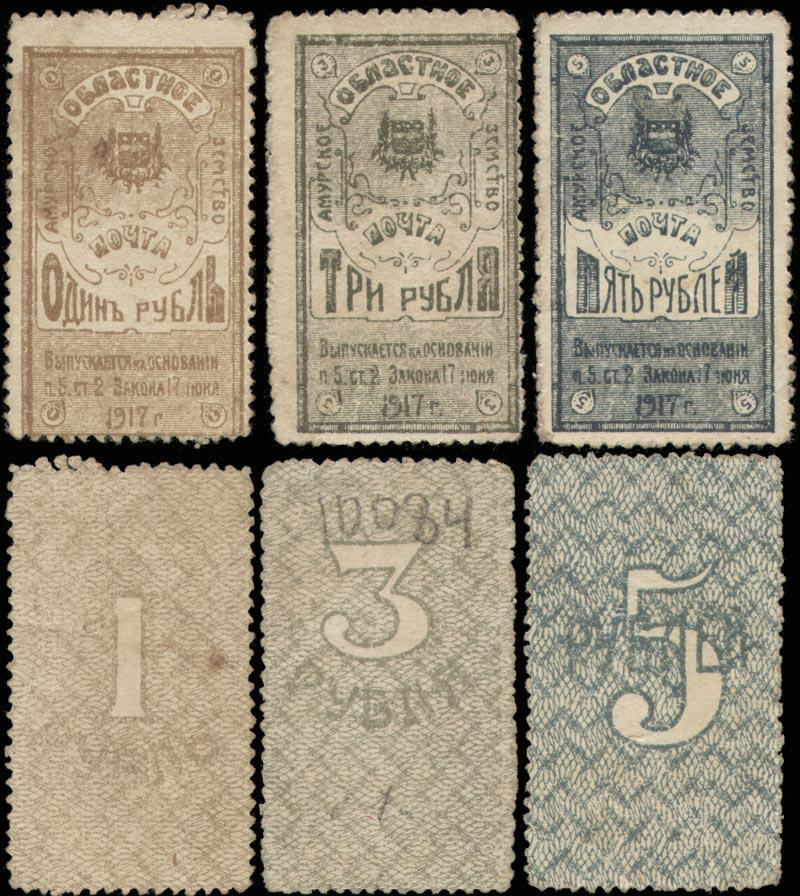
Марки-деньги Амурского областного земства (1919)

К середине 1919 года в Амурской области полностью отсутствовали мелкие разменные денежные знаки и мелкие монеты. Это обстоятельство вынудило Амурскую областную земскую управу выпустить собственные разменные земские марки-деньги достоинством в 50 копеек, 1, 3 и 5 рублей. Выпуск в обращение этих марок происходил по декабрь 1919 года, а общая сумма выпуска достигла 18 млн рублей. Земские марки-деньги имели форму общегосударственных гербовых марок, на лицевой стороне был изображен герб области и напечатано: «Амурское Областное Земство / почта / выпускается на основании п. 5 ст. 2 закона 17-го июня 1917 года» и сумма марки; на оборотной — цифрой проставлено достоинство данной марки. Марки Земства были широко распространены в области. Изъяты из обращения при девальвации в 1920 году.